# Belina (Polska)
Belina – wieś w Polsce, w województwie świętokrzyskim, w powiecie włoszczowskim, w gminie Krasocin.
Do 2023 miejscowość była przysiółkiem wsi Ostrów.
W latach 1975–1998 miejscowość administracyjnie należała do województwa kieleckiego.

## Historia
W wieku XIX Belina alias Młyny włoszczowskie, była osadą w powiecie włoszczowskim, gminie i parafii Włoszczowa ok. 4 wiorst.
Według spisu lustracyjnego z roku 1827 dwie osady młynarskie w Belinie, miały 5 domów i 26 mieszkańców .